# Грб општине Бујановац
Бујановац користи псеудохералдички амблем који садржи елемнте који представљају бујановачке географске и привредне карактеристике. Није познато да ли постоји верзија у боји.